# Petersen Games
Petersen Games est un éditeur de jeux de société situé à Rockwall, aux États-Unis. Elle a été créée par Sandy Petersen qui est également auteur de jeux de société et de jeux de rôle.

## Histoire
La maison d'édition a été créée en 2013 par Sandy Petersen à la suite du lancement du projet de Cthulhu Wars sur Kickstarter.

## Catalogue
Plusieurs jeux ont été édité chez Petersen Games dont :
- 2015 : Cthulhu Wars, de Sandy Petersen & Lincoln Petersen, illustré par Sonny Bunngaard[5]
- 2016 : Orcs Must Die!, de Sandy Petersen, illustré par Rich Fleider
- 2018 : Planet Apocalypse, de Sandy Petersen, illustré par Rodney Thompson
- 2019 : Glorantha : la guerre des dieux, de Sandy Petersen, illustré par Rich Fleider[6]
- 2022 : Cthulhu Wars Duel, de Sandy Petersen, illustré par Damien Mammoliti, Graey Erb et Richard Luong[7]